# Syagrus schizophylla
A aricuriroba, Syagrus schizophylla (Mart.) Glassman, é uma palmeira nativa do Nordeste do Brasil, ocorrendo da Paraíba à Bahia.
Esta espécie ocorre na faixa litorânea, em restingas abertas, ao longo de praias, e também nas áreas florestadas, sempre em solos arenosos. A árvore possui até 2–4 m de altura e tronco com 10–15 cm de diâmetro com folhas de cerca de 20 cm de comprimento. O mesocarpo de seus frutos é muito apreciado para consumo humano. Essa espécie é utilizada com fins paisagísticos em áreas litorâneas.